# Zakřany
Zakřany (in tedesco Sakerschan) è un comune della Repubblica Ceca facente parte del distretto di Brno-venkov, in Moravia Meridionale.